# Drymophila (Thamnophilidae)
Drymophila là một chi chim trong họ Thamnophilidae.

## Các loài
- Drymophila caudata (Sclater, 1855)
- Drymophila devillei (Ménégaux & Hellmayr, 1906)
- Drymophila ferruginea (Temminck, 1822)
- Drymophila genei (Filippi, 1847)
- Drymophila hellmayri Todd, 1915[2]
- Drymophila klagesi Hellmayr & Seilern, 1912[3]
- Drymophila malura (Temminck, 1825)
- Drymophila ochropyga (Hellmayr), 1906
- Drymophila rubricollis (Bertoni, W, 1901)
- Drymophila squamata (Lichtenstein, 1823)
- Drymophila striaticeps Chapman, 1912[4]